# Akihiro Yamaguchi
Akihiro Yamaguchi (jap. 山口 観弘, Yamaguchi Akihiro; * 11. September 1994 in Shibushi, Präfektur Kagoshima) ist ein japanischer Schwimmer und Weltrekordhalter über 200 m Brust auf der Langbahn.

## Werdegang
Bei den Jugend-Schwimmweltmeisterschaften 2011 in Lima gewann Yamaguchi vier Medaillen, darunter eine Goldmedaille über 200 m Brust mit einer Zeit von 2:11.70.
Den Weltrekord über 200 m Brust auf der Langbahn stellte Yamaguchi am 15. September 2012 beim Nationalen Sportfestival von Japan mit einer Zeit von 2:07.01 auf. Damit verbesserte er den vormaligen Rekord, geschwommen von Dániel Gyurta, um 27 Hundertstelsekunden.

## Rekorde
| Weltrekorde (1) | Weltrekorde (1) | Weltrekorde (1)    | Weltrekorde (1) |
| --------------- | --------------- | ------------------ | --------------- |
| 200 m Brust     | 02:07,01 min    | 15. September 2012 | Gifu            |